# 科林·米切尔
科林·米切尔（英語：Collin Mitchell，1969年9月23日—），生于巴哈马弗里波特，加拿大男子冰壶运动员。他曾代表加拿大参加1998年冬季奥林匹克运动会冰壶比赛，获得一枚银牌。